# Championnats du monde de patinage artistique 1984
Navigation
Mondiaux 1983 Mondiaux 1985
Les championnats du monde de patinage artistique 1984 ont lieu du 20 au 25 mars 1984 au centre municipal d'Ottawa au Canada.

## Qualifications
Les patineurs sont éligibles à l'épreuve s'ils représentent une nation membre de l'Union internationale de patinage (International Skating Union en anglais). Les fédérations nationales sélectionnent leurs patineurs en fonction de leurs propres critères.
Sur la base des résultats des championnats du monde 1983, l'Union internationale de patinage autorise chaque pays à avoir de une à trois inscriptions par discipline. 

## Podiums
| Épreuves                            | Or                               | Argent                                | Bronze                          |
| ----------------------------------- | -------------------------------- | ------------------------------------- | ------------------------------- |
| Messieurs résultats détaillés       | Scott Hamilton                   | Brian Orser                           | Alexandre Fadeïev               |
| Dames résultats détaillés           | Katarina Witt                    | Anna Kondrashova                      | Elaine Zayak                    |
| Couples résultats détaillés         | Barbara Underhill / Paul Martini | Ielena Valova / Oleg Vassiliev        | Sabine Baeß / Tassilo Thierbach |
| Danse sur glace résultats détaillés | Jayne Torvill / Christopher Dean | Natalia Bestemianova / Andreï Boukine | Judy Blumberg / Michael Seibert |

## Tableau des médailles
| Rang  | Nation             | Or | Argent | Bronze | Total |
| ----- | ------------------ | -- | ------ | ------ | ----- |
| 1     | Canada             | 1  | 1      | 0      | 2     |
| 2     | États-Unis         | 1  | 0      | 2      | 3     |
| 3     | Allemagne de l'Est | 1  | 0      | 1      | 2     |
| 4     | Royaume-Uni        | 1  | 0      | 0      | 1     |
| 5     | Union soviétique   | 0  | 3      | 1      | 4     |
| Total | Total              | 4  | 4      | 4      | 12    |

## Détails des compétitions
Pour la saison 1983/1984, les calculs des points se font selon la méthode suivante :
- chez les Messieurs et les Dames (0.6 point par place pour les figures imposées, 0.4 point par place pour le programme court, 1 point par place pour le programme libre)
- chez les couples artistiques (0.4 point par place pour le programme court, 1 point par place pour le programme libre)
- en danse sur glace (0.6 point par place pour les trois danses imposées, 0.4 point par place pour la danse originale, 1 point par place pour la danse libre)

Pour la compétition des Messieurs, les patineurs qui n'étaient pas dans le top 15 après le programme court ont été éliminés du groupe A et ont patiné leur programme libre dans un groupe B.

### Messieurs
| 1                                                     | Scott Hamilton        | États-Unis           | 3.0  | 1  | 1  | 2  |
| 2                                                     | Brian Orser           | Canada               | 6.0  | 7  | 2  | 1  |
| 3                                                     | Alexandre Fadeïev     | Union soviétique     | 7.2  | 5  | 3  | 3  |
| 4                                                     | Jozef Sabovčík        | Tchécoslovaquie      | 8.0  | 4  | 4  | 4  |
| 5                                                     | Rudi Cerne            | Allemagne de l'Ouest | 8.2  | 2  | 5  | 5  |
| 6                                                     | Brian Boitano         | États-Unis           | 13.0 | 6  | 6  | 7  |
| 7                                                     | Heiko Fischer         | Allemagne de l'Ouest | 14.0 | 3  | 8  | 9  |
| 8                                                     | Vladimir Kotin        | Union soviétique     | 14.2 | 9  | 7  | 6  |
| 9                                                     | Gordon Forbes         | Canada               | 17.6 | 10 | 9  | 8  |
| 10                                                    | Gary Beacom           | Canada               | 20.6 | 11 | 10 | 10 |
| 11                                                    | Grzegorz Filipowski   | Pologne              | 24.0 | 12 | 12 | 12 |
| 12                                                    | Fernand Fédronic      | France               | 24.2 | 8  | 11 | 15 |
| 13                                                    | Mark Cockerell        | États-Unis           | 26.0 | 13 | 13 | 13 |
| 14                                                    | Masaru Ogawa          | Japon                | 27.0 | 16 | 16 | 11 |
| 15                                                    | Didier Monge          | France               | 28.0 | 14 | 14 | 14 |
| Patineurs éliminés du top 15 après le programme court |                       |                      |      |    |    |    |
| 16                                                    | Petr Barna            | Tchécoslovaquie      | 17.2 | 17 | 15 | 1  |
| 17                                                    | Thomas Hlavik         | Autriche             | 19.0 | 15 | 20 | 2  |
| 18                                                    | Alessandro Riccitelli | Italie               | 22.0 | 19 | 19 | 3  |
| 19                                                    | Miljan Begović        | Yougoslavie          | 22.6 | 18 | 17 | 5  |
| 20                                                    | Paul Robinson         | Royaume-Uni          | 25.6 | 22 | 21 | 4  |
| 21                                                    | András Száraz         | Hongrie              | 26.8 | 20 | 22 | 6  |
| 22                                                    | Perry Meek            | Australie            | 28.0 | 23 | 18 | 7  |
| 23                                                    | Lars Dresler          | Danemark             | 30.2 | 21 | 24 | 8  |
| 24                                                    | Fernando Soria        | Espagne              | 32.6 | 24 | 23 | 9  |
| 25                                                    | Cho Jae-hyung         | Corée du Sud         | 35.0 | 25 | 25 | 10 |
| Forfait                                               | Norbert Schramm       | Allemagne de l'Ouest |      | NC | NC | NC |

### Dames
| Rang | Nom                | Nation               | Points | Fig. impo. | Prog. court | Prog. libre |
| ---- | ------------------ | -------------------- | ------ | ---------- | ----------- | ----------- |
| 1    | Katarina Witt      | Allemagne de l'Est   | 2.0    | 1          | 1           | 1           |
| 2    | Anna Kondrashova   | Union soviétique     | 6.2    | 4          | 2           | 3           |
| 3    | Elaine Zayak       | États-Unis           | 9.4    | 9          | 5           | 2           |
| 4    | Kira Ivanova       | Union soviétique     | 9.4    | 2          | 3           | 7           |
| 5    | Kay Thomson        | Canada               | 11.6   | 7          | 6           | 5           |
| 6    | Manuela Ruben      | Allemagne de l'Ouest | 12.6   | 3          | 7           | 8           |
| 7    | Midori Ito         | Japon                | 15.2   | 16         | 4           | 4           |
| 8    | Elizabeth Manley   | Canada               | 17.4   | 13         | 9           | 6           |
| 9    | Sanda Dubravčić    | Yougoslavie          | 18.0   | 6          | 11          | 10          |
| 10   | Sandra Cariboni    | Suisse               | 23.6   | 5          | 14          | 15          |
| 11   | Myriam Oberwiler   | Suisse               | 25.2   | 17         | 10          | 11          |
| 12   | Susan Jackson      | Royaume-Uni          | 25.2   | 15         | 8           | 13          |
| 13   | Karin Telser       | Italie               | 26.0   | 10         | 15          | 14          |
| 14   | Constanze Gensel   | Allemagne de l'Est   | 26.2   | 20         | 13          | 9           |
| 15   | Katrien Pauwels    | Belgique             | 29.6   | 12         | 16          | 16          |
| 16   | Parthena Sarafidis | Autriche             | 30.6   | 8          | 17          | 19          |
| 17   | Agnès Gosselin     | France               | 31.4   | 19         | 20          | 12          |
| 18   | Cornelia Tesch     | Allemagne de l'Ouest | 31.4   | 11         | 12          | 20          |
| 19   | Elise Ahonen       | Finlande             | 35.0   | 18         | 18          | 17          |
| 20   | Susanna Peltola    | Finlande             | 37.0   | 14         | 19          | 21          |
| 21   | Tamara Téglássy    | Hongrie              | 39.4   | 21         | 22          | 18          |
| 22   | Diana Zovko        | Australie            | 44.2   | 23         | 21          | 22          |
| 23   | Kim Hyi-sung       | Corée du Sud         | 45.4   | 22         | 23          | 23          |

### Couples
| Rang    | Nom                                | Nation               | Points | Prog. court | Prog. libre |
| ------- | ---------------------------------- | -------------------- | ------ | ----------- | ----------- |
| 1       | Barbara Underhill / Paul Martini   | Canada               | 1.8    | 2           | 1           |
| 2       | Ielena Valova / Oleg Vassiliev     | Union soviétique     | 2.4    | 1           | 2           |
| 3       | Sabine Baeß / Tassilo Thierbach    | Allemagne de l'Est   | 4.6    | 4           | 3           |
| 4       | Larisa Seleznyova / Oleg Makarov   | Union soviétique     | 5.2    | 3           | 4           |
| 5       | Katherina Matousek / Lloyd Eisler  | Canada               | 7.0    | 5           | 5           |
| 6       | Birgit Lorenz / Knut Schubert      | Allemagne de l'Est   | 9.2    | 8           | 6           |
| 7       | Cynthia Coull / Mark Rowsom        | Canada               | 9.8    | 7           | 7           |
| 8       | Veronika Pershina / Marat Akbarov  | Union soviétique     | 10.4   | 6           | 8           |
| 9       | Babette Preußler / Tobias Schröter | Allemagne de l'Est   | 13.4   | 11          | 9           |
| 10      | Lea Ann Miller / William Fauver    | États-Unis           | 13.6   | 9           | 10          |
| Abandon | Claudia Massari / Leonardo Azzola  | Allemagne de l'Ouest |        | 10          |             |
| Abandon | Jill Watson / Burt Lancon          | États-Unis           |        | 12          |             |

### Danse sur glace
| Rang | Nom                                   | Nation               | Points | Danses imposées | Danse originale | Danse libre |
| ---- | ------------------------------------- | -------------------- | ------ | --------------- | --------------- | ----------- |
| 1    | Jayne Torvill / Christopher Dean      | Royaume-Uni          | 2.0    | 1               | 1               | 1           |
| 2    | Natalia Bestemianova / Andreï Boukine | Union soviétique     | 4.4    | 2               | 3               | 2           |
| 3    | Judy Blumberg / Michael Seibert       | États-Unis           | 5.6    | 3               | 2               | 3           |
| 4    | Marina Klimova / Sergueï Ponomarenko  | Union soviétique     | 8.0    | 4               | 4               | 4           |
| 5    | Karen Barber / Nicholas Slater        | Royaume-Uni          | 10.0   | 5               | 5               | 5           |
| 6    | Tracy Wilson / Robert McCall          | Canada               | 12.8   | 6               | 8               | 6           |
| 7    | Elena Batanova / Alexei Soloviev      | Union soviétique     | 14.0   | 7               | 7               | 7           |
| 8    | Carol Fox / Richard Dalley            | États-Unis           | 14.2   | 8               | 6               | 7           |
| 9    | Petra Born / Rainer Schönborn         | Allemagne de l'Ouest | 18.0   | 9               | 9               | 9           |
| 10   | Elisa Spitz / Scott Gregory           | États-Unis           | 20.4   | 10              | 11              | 10          |
| 11   | Kelly Johnson / John Thomas           | Canada               | 22.2   | 12              | 10              | 11          |
| 12   | Wendy Sessions / Stephen Williams     | Royaume-Uni          | 23.4   | 11              | 12              | 12          |
| 13   | Isabella Micheli / Roberto Pelizzola  | Italie               | 26.0   | 13              | 13              | 13          |
| 14   | Marianne van Bommel / Wayne Deweyert  | Pays-Bas             | 28.0   | 14              | 14              | 14          |
| 15   | Antonia Becherer / Ferdinand Becherer | Allemagne de l'Ouest | 30.0   | 15              | 15              | 15          |
| 16   | Kathrin Beck / Christoff Beck         | Autriche             | 32.0   | 16              | 16              | 16          |
| 17   | Noriko Sato / Tadayuki Takahashi      | Japon                | 34.0   | 17              | 17              | 17          |
| 18   | Klára Engi / Attila Tóth              | Hongrie              | 36.0   | 18              | 18              | 18          |
| 19   | Salome Brunner / Markus Merz          | Suisse               | 38.6   | 20              | 19              | 19          |
| 20   | Martine Olivier / Philippe Boissier   | France               | 39.4   | 19              | 20              | 20          |
| 21   | Liane Telling / Michael Fisher        | Australie            | 42.0   | 21              | 21              | 21          |